# Le Carnaval de Venise
Le Carnaval de Venise (título original en francés; en español, El carnaval de Venecia) es una ópera-ballet en un prólogo y tres actos, con música de André Campra y libreto en francés de Jean-François Regnard. Se estrenó en la Académie royale de musique el 28 de febrero de 1699. 

## Personajes
| Personajes | Tesitura | Reparto del estreno el 28 de febrero de 1699 |
| ---------- | -------- | -------------------------------------------- |
| Léonore,   | soprano  |                                              |
| Isabelle,  | soprano  |                                              |
| Fortune,   | soprano  |                                              |
| Leandre    | barítono | Gabriel-Vincent Thévenard                    |
| Rodolphe   | bajo     |                                              |